# Cá lòng tong mương
Cá lòng tong mương (danh pháp hai phần: Luciosoma bleekeri) là một loài cá trong họ Cá chép. Chúng được mô tả lần đầu tiên bởi Steindachner vào năm 1878. Loài cá này sinh sống chủ yếu ở lưu vực các sông Chao Phraya, Mae Klong và Mê Kông tại Campuchia, Lào, Thái Lan và Việt Nam. Nó chủ yếu sinh sống ở sông, di chuyển vào rừng ngập lụt trong mùa lũ và quay lại sông khi lũ lụt rút. Nó thường bơi gần mặt nước thành đàn. Đây là món ăn phổ biến trong ẩm thực Thái Lan, ẩm thực Lào và ẩm thực Campuchia.

## Tham khảo

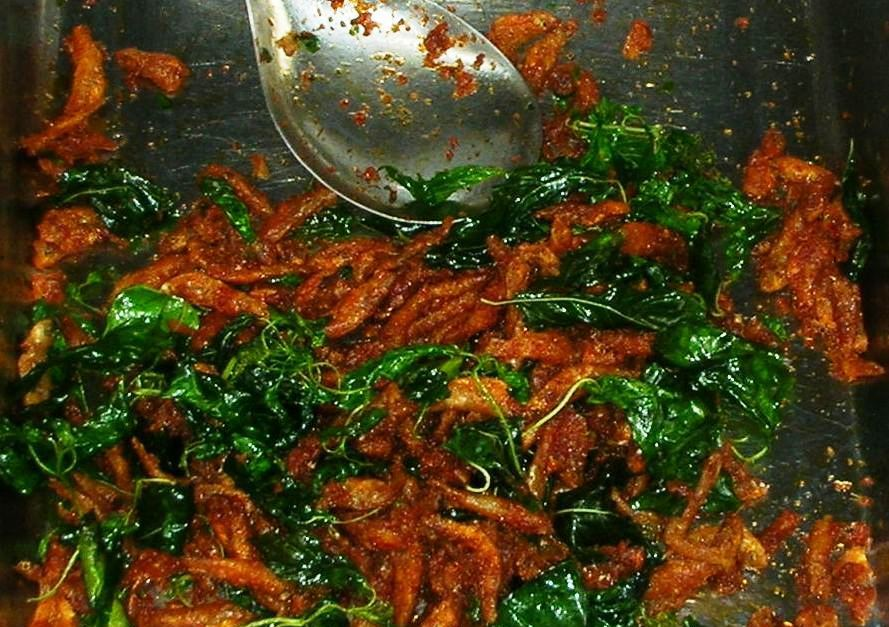
Cá Luciosoma bleekeri khô(Pla sio ao), một món cá của ẩm thực Thái Lan